# Рамирес, Ариэль
Ариэ́ль Рами́рес (исп. Ariel Ramirez; 4 сентября 1921, Гальвес, Санта-Фе — 18 февраля 2010, Монте-Гранде, Буэнос-Айрес) — аргентинский композитор, исследователь народной музыки и традиционных ритмов Южной Америки. Автор музыкального произведения, получившего всемирную популярность как мелодия «Жаворонок» в исполнении оркестра Поля Мориа.

## Биография
Родился в Санта-Фе. Отец по профессии был учителем.
В 1950—1954 годах обучался в Мадриде, Риме и Вене. После возвращения в Аргентину собрал около четырёхсот народных и популярных песен и основал Compañía de Folklore Ariel Ramírez.
Одна из самых известных композиций Рамиреса — «Креольская месса» (исп. Misa Criolla) для тенора, смешанного хора, перкуссии, фортепиано и народных инструментов — полностью основана на традиционных ритмах (chacarera, carnavalito, estilo pampeano). «Креольская месса» записывалась с такими известными певцами, как Мерседес Соса (1999) и Хосе Каррерас (1990).
Рамирес является автором знаменитой мелодии, известной как «Жаворонок» (фр. Alouette) в исполнении оркестра Поля Мориа, которая использовалась в заставке советской телепрограммы «В мире животных». В оригинале это отрывок из кантаты для хора «Наше Рождество» (исп. Navidad Nuestra) на слова Феликса Луны (1964) и называется «Паломничество» (исп. La peregrinación), и он до сих пор очень популярен в испаноязычном мире. Услышав песню в исполнении аргентинской певицы Мерседес Сосы, французский шансонье Жиль Дрё (Gilles Dreu) попросил поэта-песенника Пьера Деланоэ сделать адаптацию, и тот использовал созвучие первых слов оригинала A la huella (рус. По стопам) и французского слова Alouette. Эта версия стала эстрадным шлягером 1968 года, а после аранжировки оркестром Поля Мориа — всемирно известной эстрадно-симфонической композицией.
Музыкальные произведения Рамиреса исполнялись такими мировыми звёздами, как Пласидо Доминго, Хосе Каррерас, Монсерат Кабалье.
В 1970—1978 и в 1993—2004 годах — председатель Союза композиторов Аргентины. Автор более 300 произведений, включая песню Мерседес Сосы «Аргентинские женщины» (исп. Mujeres Argentinas) и «Южноамериканскую кантату» (исп. Cantata Sudamericana; 1972, либретто Феликса Луны).
Умер 18 февраля 2010 в возрасте 88 лет от пневмонии в госпитале города Монте-Гранде. Похоронен 21 февраля на кладбище Ла-Чакарита.

## Произведения
- La tristecita, Samba, 1945
- Agua y sol del Paraná
- Misa Criolla, Chormesse, 1964
- Navidad Nuestra, 1964
- Navidad en Verano, 1964
- Los caudillos, Kantate, 1965
- Mujeres argentinas, Kantate, 1969
- Cantata sudamericana, Kantate, 1972
- Tríptico mocoví, 1980
- La hermanita perdida, 1980
- Misa por la paz y la justicia (по текстам Иоанна Павла II), 1980
- Alfonsina y el mar